# Genthod
Genthod är en ort och kommun i kantonen Genève, Schweiz. Kommunen har 2 896 invånare (2023).